# Antun Vujić
Antun Vujić (Dubrovnik, 14. srpnja 1945.), hrvatski političar i leksikograf. Ministar kulture od 2000. do 2003. godine.

## Životopis
Završio je Filozofski fakultet u Zagrebu (profesor filozofije i sociologije). Sudionik Hrvatskog proljeća 1971. godine. Doktorirao je 1985. iz filozofije znanosti. Utemeljitelj je i predsjednik Socijaldemokratske stranke Hrvatske (1989.), kasnije ujedinjene sa SDP-om (1994.). Bio je kandidat za predsjednika Republike na predsjedničkim izborima 1992. godine. U četvrtom sazivu Hrvatskog sabora bio je saborski zastupnik (1995. – 2011.). U Vladi premijera Ivice Račana obnašao je dužnost ministra kulture (2000. – 2003.). 
Bio je urednik Studentskog lista (1965-67); gl. urednik Omladinskog tjednika (1967-1969). Sudionik Hrvatskog proljeća; politički žigosan 1972. U Leksikografskom zavodu od 1974; urednik za humanističke i društvene znanosti. Koncem 1980-ih jedan od pokretača Hrvatskog odbora za ljudska prava; utemeljitelj i predsjednik Socijaldemokratske stranke Hrvatske (1989), nakon ujedinjenja sa SDP-om (1994), predsjednik savjeta SDPH. Predsjednik udruge Novo društvo (od 1991). Saborski zastupnik od 1995. Ministar kulture 2000-03. Predsjednik INCP (Svjetske mreže ministara kulture, 2003). Domaćin svjetske konferencije ministara kulture 2003; suautor „Opatijske deklaracije” (o zaštiti kulturnoj različitosti) Vijeća Europe. Od konca 2003. ponovno saborski zastupnik.
Autor je više stotina enciklopedijskih članaka te desetaka preglednih radova iz filozofije, društvenih i humanističkih znanosti. Bio je glavni ravnatelj Leksikografskog zavoda Miroslav Krleža u Zagrebu.

## Djela
- Otvorena znanost i otvoreno društvo (1987.)
- Strategija kulturnog razvitka (2002., suautor)
- Otvorena kultura (2003.)

Enciklopedijska djela
- Hrvatski leksikon (2 knjige; 1996. – 97.) - suautor i glavni urednik
- Opća i nacionalna enciklopedija (20 knjiga, 2006. – 07.) - suautor i glavni urednik
- Proleksis enciklopedija online (CARNet 2009; od 2011. LZMK)

## Nagrade i priznanja
- Državna nagrada za znanost 1998. godine za značajno znanstveno leksikografsko djelo "Hrvatski leksikon"[2]

## Vanjske poveznice
- Sušačka revija, Antun Vujić